# Államok vezetőinek listája 1925-ben
Ezen az oldalon az 1925-ben fennálló államok vezetőinek névsora olvasható földrészek, majd országok szerinti bontásban.

## Európa
- Albánia (köztársaság)
- Az Albán Fejedelemség 1925. január 31-én alakult át Albán Köztársasággá.
  - Államfő –
    1. Legfelsőbb Tanács (1920–1925),
    2. Ahmet Zogu (1925–1928), lista

  - Kormányfő –
    1. Iliaz Vrioni (1924–1925)
    2. Ahmet Zogu (1925), lista
- Andorra (parlamentáris társhercegség)
  - Társhercegek
    - Francia társherceg – Gaston Doumergue (1924–1931), lista
    - Episzkopális társherceg – Justí Guitart i Vilardebó (1920–1940), lista
- Ausztria (köztársaság)
  - Államfő – Michael Hainisch (1920–1928), lista
  - Kormányfő – Rudolf Ramek (1924–1926), lista
- Belgium (monarchia)
  - Uralkodó – I. Albert király (1909–1934)
  - Kormányfő – 
    1. Georges Theunis (1921–1925)
    2. Aloys Van de Vyvere (1925)
    3. Prosper Poullet (1925–1926), lista
- Bolgár Cárság (monarchia)
  - Uralkodó – III. Borisz cár (1918–1943)
  - Kormányfő – Alekszandar Cankov (1923–1926), lista
- Csehszlovákia (köztársaság)
  - Államfő – Tomáš Garrigue Masaryk (1918–1935), lista
  - Kormányfő – Antonín Švehla (1922–1926), lista
- Danzig Szabad Város (szabad város a Nemzetek Szövetsége protektorátusa alatt)
  - Főbiztos – 
    1. Mervyn Sorley McDonnell (1923–1925)
    2. Joost Adriaan van Hamel (1925–1929)

  - Államfő – Heinrich Sahm (1920–1931)
- Dánia (monarchia)
  - Uralkodó – X. Keresztély király (1912–1947)
  - Kormányfő – Thorvald Stauning (1924–1926), lista
- Egyesült Királyság (parlamentáris monarchia)
  - Uralkodó – V. György Nagy-Britannia királya (1910–1936)
  - Kormányfő – Stanley Baldwin (1924–1929), lista
- Észtország (köztársaság)
  - Államfő – 
    1. Jüri Jaakson (1924–1925)
    2. Jaan Teemant (1925–1927), lista
- Finnország (köztársaság)
  - Államfő –
    1. Kaarlo Juho Ståhlberg (1919–1925)
    2. Lauri Kristian Relander (1925–1931), lista

  - Kormányfő –
    1. Lauri Ingman (1924–1925)
    2. Antti Tulenheimo (1925)
    3. Kyösti Kallio (1925–1926), lista

  -  Åland –
    - Kormányfő – Carl Björkman (1922–1938)
- Franciaország (köztársaság)
  - Államfő – Gaston Doumergue (1924–1931), lista
  - Kormányfő –
    1. Édouard Herriot (1924–1925)
    2. Paul Painlevé (1925)
    3. Aristide Briand (1925–1926), lista
- Görögország (köztársaság)
  - Államfő – Pavlosz Kunturiotisz (1924–1926), lista
  - Kormányfő – 
    1. Andréasz Mihalakópulosz (1924–1925)
    2. Théodórosz Pangalosz (1925–1926), lista
- Hollandia (monarchia)
  - Uralkodó – Vilma királynő (1890–1948)
  - Miniszterelnök –
    1. Charles Ruijs de Beerenbrouck (1918–1925)
    2. Hendrikus Colijn (1925–1926), lista
- Izland (parlamentáris monarchia)
  - Uralkodó – X. Keresztély (1918–1944)
  - Kormányfő – Jón Magnússon (1924–1926), lista
- Írország (monarchia)
  - Uralkodó – V. György Nagy-Britannia királya (1910–1936)
  - Főkormányzó – Tim Healy (1922–1928), lista
  - Kormányfő – W. T. Cosgrave (1922–1932), lista
- Lengyelország (köztársaság)
  - Államfő – Stanisław Wojciechowski (1922–1926), lista
  - Kormányfő – 
    1. Władysław Grabski (1923–1925)
    2. Aleksander Skrzyński (1925–1926), lista
- Lettország (köztársaság)
  - Államfő – Jānis Čakste (1918–1927), lista
  - Kormányfő – 
    1. Hugo Celmiņš (1924–1925)
    2. Kārlis Ulmanis (1925–1926), lista
- Liechtenstein (parlamentáris monarchia)
  - Uralkodó – II. János herceg (1859–1929)
  - Kormányfő – Gustav Schädler (1922–1928), lista
- Litvánia (köztársaság)
  - Államfő – Aleksandras Stulginskis (1920–1926), lista
  - Kormányfő –
    1. Antanas Tumėnas (1924–1925)
    2. Vytautas Petrulis (1925)
    3. Leonas Bistras (1925–1926), lista
- Luxemburg (monarchia)
  - Uralkodó – Sarolta nagyhercegnő (1919–1964)
  - Kormányfő –
    1. Émile Reuter (1918–1925)
    2. Pierre Prüm (1925–1926), lista
- Magyar Királyság (monarchia)
  - Államfő – Horthy Miklós (1920–1944), lista
  - Kormányfő – Bethlen István gróf (1921–1931), lista
- Monaco (monarchia)
  - Uralkodó – II. Lajos herceg (1922–1949)
  - Államminiszter – Maurice Piette (1923–1932), lista
- Németország
  - Államfő –
    1. Friedrich Ebert (1919–1925)
    2. Hans Luther (1925), ügyvivő
    3. Walter Simons (1925), ügyvivő
    4. Paul von Hindenburg (1925–1934), lista

  - Kancellár –
    1. Wilhelm Marx (1923–1925)
    2. Hans Luther (1925–1926), lista
- Norvégia (monarchia)
  - Uralkodó – VII. Haakon király (1905–1957)
  - Kormányfő – Johan Ludwig Mowinckel (1924–1926), lista
- Olasz Királyság (monarchia)
  - Uralkodó – III. Viktor Emánuel király (1900–1946)
  - Kormányfő – Benito Mussolini (1922–1943), lista
- Pápai állam (abszolút monarchia)
  - Uralkodó – XI. Piusz pápa (1922–1939)
- Portugália (köztársaság)
  - Államfő –
    1. Manuel Teixeira Gomes (1923–1925)
    2. Bernardino Machado (1925–1926), lista

  - Kormányfő –
    1. José Domingues dos Santos (1924–1925)
    2. Vitorino Guimarães (1925)
    3. António Maria da Silva (1925)
    4. Domingos Pereira (1925)
    5. António Maria da Silva (1925–1926), lista
- Román Királyság (monarchia)
  - Uralkodó – I. Ferdinánd király (1914–1927)
  - Kormányfő – Ion I. C. Brătianu (1922–1926), lista
- San Marino (köztársaság)
  - San Marino régenskapitányai:
    1. Francesco Morri és Girolamo Gozi (1924–1925)
    2. Marino Fattori és Augusto Mularoni (1925)
    3. Valerio Pasquali és Marco Marcucci (1925–1926), régenskapitányok
- Spanyolország (köztársaság)
  - Uralkodó – XIII. Alfonz király (1886–1931)
  - Kormányfő – Miguel Primo de Rivera (1923–1930), lista
- Svájc (konföderáció)
  - Szövetségi Tanács:[1]
  - Giuseppe Motta (1911–1940), Edmund Schulthess (1912–1935), Robert Haab (1917–1929), Ernest Chuard (1919–1928), Karl Scheurer (1919–1929), Jean-Marie Musy (1919–1934), elnök, Heinrich Häberlin (1920–1934)
- Svédország (parlamentáris monarchia)
  - Uralkodó – V. Gusztáv király (1907–1950)
  - Kormányfő – 
    1. Hjalmar Branting (1924–1925)
    2. Rickard Sandler (1925–1926), lista
- Szerb-Horvát-Szlovén Királyság (monarchia)
  - Uralkodó – I. Sándor király (1921–1934)
  - Kormányfő – Nikola Pašić (1924–1926), miniszterelnök
- Szovjetunió (szövetségi népköztársaság)
  - A kommunista párt vezetője – Joszif Sztálin (1922–1953), a Szovjetunió Kommunista Pártjának főtitkára
  - Államfő – Mihail Kalinyin (1919–1946), lista
  - Kormányfő – Alekszej Rikov (1924–1930), lista

## Afrika
- Dél-afrikai Unió (monarchia)
  - Uralkodó – V. György Nagy-Britannia királya (1910–1936)
  - Főkormányzó – Alexander Cambridge (1924–1931), Dél-Afrika kormányát igazgató tisztviselő
  - Kormányfő – J. B. M. Hertzog (1924–1939), lista
- Egyiptom (monarchia)
  - Uralkodó – I. Fuád király (1910–1936)
  - Kormányfő – Ahmad Zivar Pasa (1924–1926), lista
- Etiópia (monarchia)
  - Uralkodó – Zauditu császárnő (1916–1930)
  - Régens – Rasz Tafari Makonnen (1916–1930)
  - Kormányfő – Habte Gijorgisz Dinagde (1909–1927), lista
- Libéria (köztársaság)
  - Államfő – Charles D. B. King (1920–1930), lista
- Riff Köztársaság (el nem ismert szakadár állam)
  - Államfő – Abd el-Krim (1921–1926)

## Dél-Amerika
- Argentína (köztársaság)
  - Államfő – Marcelo Torcuato de Alvear (1922–1928), lista
- Bolívia (köztársaság)
  - Államfő –
    1. Bautista Saavedra (1921–1925)
    2. Felipe S. Guzmán (1925–1926), ideiglenes, lista
- Brazília (köztársaság)
  - Államfő – Artur Bernardes (1922–1926), lista
- Chile (köztársaság)
  - Államfő –
    1. Luis Altamirano (1924–1925), a Junta elnöke
    2. Pedro Dartnell (1925), a Junta elnöke
    3. Emilio Bello (1925), a Junta elnöke
    4. Arturo Alessandri (1925)
    5. Luis Barros Borgoño (1925), ügyvivő
    6. Emiliano Figueroa (1925–1927), lista
- Ecuador (köztársaság)
  - Államfő –
    1. Gonzalo Córdova (1924–1925)
    2. Luis Telmo Paz y Miño (1925), az ecuadori Junta elnöke
    3. Átmeneti Junta Kormányzat (1925–1926), lista
- Kolumbia (köztársaság)
  - Államfő – Pedro Nel Ospina Váquez (1922–1926), lista
- Paraguay (köztársaság)
  - Államfő – Eligio Ayala (1924–1928), lista
- Peru (köztársaság)
  - Államfő – Augusto B. Leguía (1919–1930), lista
  - Kormányfő – Alejandrino Maguiña (1924–1926), lista
- Uruguay (köztársaság)
  - Államfő – José Serrato (1923–1927), lista
- Venezuela (köztársaság)
  - Államfő – Juan Vicente Gómez (1922–1929), lista

## Észak- és Közép-Amerika
- Amerikai Egyesült Államok (köztársaság)
  - Államfő – Calvin Coolidge (1923–1929), lista
- Costa Rica (köztársaság)
  - Államfő – Ricardo Jiménez Oreamuno (1924–1928), lista
- Dominikai Köztársaság (köztársaság)
  - Államfő – Horacio Vásquez (1924–1930), lista
- Salvador (köztársaság)
  - Államfő – Alfonso Quiñónez Molina (1923–1927), lista
- Guatemala (köztársaság)
  - Államfő – José María Orellana (1921–1926), lista
- Haiti (USA-megszállás alatt)
  - Amerikai képviselő – John H. Russell, Jr. (1919–1930)
  - Államfő – Louis Borno (1922–1930), lista
- Honduras (köztársaság)
  - Államfő –
    1. Vicente Tosta (1924–1925), ideiglenes
    2. Miguel Paz Barahona (1925–1929), lista
- Kanada (parlamentáris monarchia)
  - Uralkodó – V. György király (1910–1936)
  - Főkormányzó – Julian Byng (1921–1926), lista
  - Kormányfő – William Lyon Mackenzie King (1921–1926), lista
- Kuba (köztársaság)
  - Államfő –
    1. Alfredo Zayas y Alfonso (1921–1925)
    2. Gerardo Machado (1925–1933), lista
- Mexikó (köztársaság)
  - Államfő – Plutarco Elías Calles (1924–1928), lista
- Nicaragua (köztársaság)
  - Államfő –
    1. Bartolomé Martínez (1923–1925)
    2. Carlos José Solórzano (1925–1926), lista
- Panama (köztársaság)
  - Államfő – Rodolfo Chiari (1924–1928), lista
- Új-Fundland (monarchia)
  - Uralkodó – V. György király (1910–1936)
  - Kormányzó – Sir William Allardyce (1922–1928)
  - Kormányfő – Walter Stanley Monroe (1924–1928)

## Ázsia
- Afganisztán (monarchia).
  - Uralkodó – Amanullah Kán király (1919–1929)
- Aszír (idríszida emírség)
  - Uralkodó – Szajjíd Ali ibn Muhammad al-Idríszi al-Haszani (1923–1926), emír
- Buhara
- 1925. február 17-én betagozódott a Szovjetunió tagköztársaságába, az Üzbég SzSzK-ba.
  - Államfő – Porsza Hodzsajev (1922–1925), Buhara Központi Végrehajtó Bizottsága Elnökségének elnöke
- Hidzsáz (monarchia)
- 1925. december 19-én Nedzsd megszállta.
  - Uralkodó – Ali bin Huszein király (1924–1925)
- Horezm
- 1925. február 17-én betagozódott a Szovjetunió tagköztársaságába, az Üzbég SzSzK-ba.
  - Államfő – Temurhodzsa Jaminogli (1924–1925), Horezm Központi Végrehajtó Bizottsága Elnöksége elnöke
- Japán (császárság)
  - Uralkodó – Josihito császár (1912–1926)
  - Régens – Hirohitó koronaherceg (1921–1926), Japán régense
  - Kormányfő – Kató Takaaki (1924–1926), lista
- Jemen (el nem ismert állam)
  - Uralkodó – Jahia Mohamed Hamidaddin király (1904–1948)[2]
- Kína
  -  Pekingi Kormányzat
    - Államfő – Tuan Csi-zsuj (1924–1926), ideiglenes, Kína katonai kormányzatának generalisszimusza
    - Kormányfő – Csu Si-jing (1925–1926), Kína Államtanácsának ideiglenes elnöke

  -  Nemzeti Kormányzat (köztársaság)
  - Államfő –
    1. Szun Jat-szen (1923–1925), Kína Nemzeti Kormánya generalisszimusza
    2. Hu Han-min (1925), ügyvivő generalisszimusz
    3. Vang Csing-vej (1925–1926), lista

  -  Tibet (el nem ismert, de facto független állam)
    - Uralkodó – Tubten Gyaco, Dalai láma (1879–1933)
- Maszkat és Omán (abszolút monarchia)
  - Uralkodó – Tajmur szultán (1913–1932)
- Mongólia (népköztársaság)
  - A kommunista párt vezetője – Ceren-Ocsirün Dambadordzs (1924–1928), a Mongol Népi Forradalmi Párt Központi Bizottságának elnöke
  - Államfő – Peldzsidín Genden (1924–1927), Mongólia Nagy Népi Hurálja Elnöksége elnöke, lista
  - Kormányfő – Balingín Cerendordzs (1923–1928), Mongólia Népi Komisszárok Tanácsának elnöke, lista
- Nedzsd Királyság  (monarchia)
  - Uralkodó – Abdul-Aziz király (1902–1953)[3]
- Nepál (alkotmányos monarchia)
  - Uralkodó – Tribhuvana király (1911–1950)
  - Kormányfő – Csandra Samser Dzsang Bahadur Rana (1901–1929), lista
- Perzsia (monarchia)
  - Uralkodó –
    1. Ahmad sah (1909–1925)
    2. Reza Pahlavi sah (1925–1941)

  - Kormányfő –
    1. Reza Kán (1923–1925)
    2. Mohammad-Ali Forúgi (1925–1926), lista
- Sziám (parlamentáris monarchia)
  - Uralkodó –
    1. Vadzsiravudh király (1910–1925)
    2. Pradzsadhipok király (1925–1935)
- Törökország (köztársaság)
  - Államfő – Mustafa Kemal Atatürk (1923–1938), lista
  - Kormányfő –
    1. Fethi Okyar (1924–1925)
    2. İsmet İnönü (1925–1937), lista
- Tuva (népköztársaság)
  - A kommunista párt főtitkára – Sagdür (1924–1926)
  - Államfő – Nimacsjan (1924–1929)
  - Kormányfő –
    1. Szojan Orujgu (1924–1925)
    2. Donduk Kuular (1925–1929)

## Óceánia
- Ausztrália (parlamentáris monarchia)
  - Uralkodó – V. György Ausztrália királya (1910–1936)
  - Főkormányzó –
    1. Henry Forster (1920–1925)
    2. John Baird (1925–1931), lista

  - Kormányfő – Stanley Bruce (1923–1929), lista
- Új-Zéland (parlamentáris monarchia)
  - Uralkodó – V. György Új-Zéland királya (1910–1936)
  - Főkormányzó – Sir Charles Fergusson (1924–1930), lista
  - Kormányfő –
    1. William Massey (1912–1925)
    2. Sir Francis Bell (1925)
    3. Gordon Coates (1925–1928), lista